# 虎豹騎
虎豹騎為東漢末年時曹操選編精銳所組成的騎兵勁旅，歷來由曹氏一族掌管，包括曹純、曹休、曹真。依史料記載推斷，其存在時間可能僅於東漢建安年間，曹丕建立曹魏之後應被改編入名為「武衛營」的禁軍中。
建安十年（205年），袁紹長子袁譚從聯曹轉為叛曹，曹純率領虎豹騎包圍南皮並斬殺袁譚，是為南皮之戰。同年與袁譚爭權的兄弟袁熙、袁尚投奔北方民族烏桓，之後曹純在白狼山之戰率領虎豹騎北征三郡並俘獲烏桓的首領蹋頓。
建安十三年（208年），主掌荊州的劉表去世，劉備率十餘萬人、輜重數千輛，日行十餘里欲攻取江陵；為此曹操派遣曹純帶領五千虎豹騎先行急追，一日一夜疾行三百餘里，奔至當陽引發長坂坡之戰，最終擊敗劉備，獲其二女、輜重，收其散卒。
建安十六年（211年），曹軍與西涼馬超等關中十部在潼關的對峙時存在虎豹騎參與的跡象，斬殺了西涼大將成宜、李堪。
這支軍隊在正史《三国志》有所记载，小說《三国演义》則是沒有提及。